# Siboglinum minutum
Siboglinum minutum är en ringmaskart som beskrevs av Ivanov 1957. Siboglinum minutum ingår i släktet Siboglinum och familjen skäggmaskar. Inga underarter finns listade i Catalogue of Life.